# Río Gestro
El río Gestro o Weyib (también  Webi Gestro; Wabē Gestro, Web o Weyb) es un río del este de Etiopía. Nace en la vertiente meridional de las montañas Bale, en el área protegida del parque nacional del Monte Bale, al este de Goba, en la región de Oromia. Fluye primero en dirección este y atraviesa la zona de las cuevas de Sof Omar, donde está el sistema de cuevas más largo del país y que fue durante mucho tiempo un lugar de peregrinación religiosa. Luego el río vira hacia el sureste hasta desembocar en el río Ganale Dorya en la región Somalí.
Sus principales afluentes son los siguientes ríos: Albabo, Dalacha, Danka, Dimbeeba, Garano, Gaysay, Kabasha, Kaficho, Keyrensa, Lolla, Micha, Shaya, Shaya Gugesa, Tayanta, Togona, Toroshama, Walla, Wasama y Zetegn Melka.